# Avulsione degli incisivi
L'avulsione degli incisivi è un rito di iniziazione diffuso presso alcune società odierne e del passato.
Esso consiste nella estrazione degli incisivi, spesso i due centrali superiori (ma si può arrivare fino all'ablazione di sei incisivi), effettuata con vari mezzi (strumenti di legno e pietra, fili robusti di erba).
Risultava diffusa nella cultura iberomaurusiana del Magreb paleolitico (uomo di Mechta-Afalou), mentre è ancora praticata tra gli aborigeni australiani (Millingimbi, Terra di Arnhem) o presso alcune tribù africane (Shilluk, Masai, WaGogo della Tanzania).

## Giustificazioni del rituale presso le popolazioni tribali odierne
- Gli Shilluk dell'Alto Nilo sostengono che si cavano gli incisivi perché tanto prima o poi cascherebbero da sé, o perché altrimenti sporgerebbero;
- i Masai asseriscono che gli incisivi vanno estratti perché in caso di malattia (in realtà forse solo nel caso di tetano) è più facile nutrire la persona inserendogli il cibo in bocca attraverso l'apertura così creata;
- i Nilotici, che si svellono principalmente i quattro incisivi inferiori alla pubertà, giudicano utile l'avulsione per "distinguersi dalle bestie". Lo storico arabo al-Maqrizi riferiva di questa spiegazione nel XV secolo riferendosi ai Begia: " vi è una tribù fra essi che si strappa gli incisivi, al fine di non somigliare agli asini". Alice Werner, riferendo l'analoga mutilazione rituale fra gli Yao, Nyika e Tonga dell'Africa centro-orientale, rammenta la spiegazione dei BaToka: "essi rispondono che il loro scopo è di somigliare ai buoi, mentre quelli che non si tolgono i denti sono da loro considerati rassomiglianti alle zebre".